# Чемпіонат Катару з футболу 2012—2013
Чемпіонат Катару з футболу, також відомий як Ліга Зірок Катару - 40-й сезон вищого дивізіону Катару з футболу. Сезон розпочався 15 вересня 2012 року, але переривався з 21 грудня по 21 січня 2013 року через 21-й Кубок Перської затоки. Лехвія була чемпіоном минулого сезону. Ас-Садд виграв лігу втринадцяте, що зробило їх найуспішнішою командою у чемпіонаті.

## Команди
«Аль-Аглі» був понижений до другого дивізіону після того, як фінішував останнім у минулому сезоні.
«Ас-Сайлія» виграв другий дивізіон і повернувся до Ліги Зірок після одного сезону.

### Стадіони та міста
| Клуб         | Місто      | Стадіон            | Місткість |
| ------------ | ---------- | ------------------ | --------- |
| Аль-Арабі    | Доха       | Гранд Хамад        | 13,000    |
| Аль-Гарафа   | Al Gharafa | Тані бін Джассім   | 22,000    |
| Аль-Харітіят | Ер-Раян    | Ель-Хаур           | 12,000    |
| Аль-Хор      | Ель-Хаур   | Ель-Хаур           | 12,000    |
| Ер-Раян      | Ер-Раян    | Ахмед бін Алі      | 22,000    |
| Ас-Садд      | Доха       | Яссім бін Хамад    | 10,000    |
| Ас-Сайлія    | Доха       | Ахмед бін Алі 1    | 22,000    |
| Аль-Вакра    | Ель-Джануб | Ель-Джануб         | 12,000    |
| Аль-Джаїш    | Доха       | Сухаїм бін Хамад   | 12,000    |
| Лехвія       | Доха       | Абдулла бін Халіфа | 10,000    |
| Катар СК     | Доха       | Сухаїм бін Хамад   | 12,000    |
| Умм-Салаль   | Умм-Салаль | Гранд Хамад        | 13,000    |

1 Ас-Сайлія не має власного стадіону, тому грає на одному стадіоні з клубом Ер-Райян.

### Тренерські зміни
| Клуб         | Тренер, що пішов | Причина                                    | Дата              | Тренер, що прийшов | Дата призначення  |
| ------------ | ---------------- | ------------------------------------------ | ----------------- | ------------------ | ----------------- |
| Аль-Джаїш    | Періклес Шамуска | Закінчився контракт                        | 9 травня 2012     | Разван Луческу     | 9 травня 2012     |
| Ас-Садд      | Хорхе Фоссаті    | Закінчився контракт                        | 19 травня 2012    | Хусейн Амота       | 1 червня 2012     |
| Аль-Хор      | Ален Перрен      | Підписаний до Катару U23                   | 21 травня 2012    | Ласло Белені       | 21 червня 2012    |
| Аль-Вакра    | Аднан Діржаль    | Перепідписаний                             | 23 травня 2012    | Мехмед Баждаревич  | 23 травня 2012    |
| Умм-Салаль   | Жерар Жилі       | Закінчився контракт                        | 20 червня 2012    | Бертран Маршан     | 27 червня 2012    |
| Катар СК     | Саїд Шиба        | Закінчився контракт                        | 8 липня 2012      | Себастьян Лазароні | 9 липня 2012      |
| Аль-Харітіят | Лоран Банід      | Закінчився контракт                        | 20 липня 2012     | Бернар Сімонді     | 23 липня 2012     |
| Аль-Арабі    | П'єр Лешантр     | Звільнений                                 | 30 September 2012 | Хассан Шехата      | 11 жовтня 2012    |
| Лехвія       | Джамель Бельмаді | Перепідписаний                             | 8 жовтня 2012     | Ерік Геретс        | 8 жовтня 2012     |
| Ас-Сайлія    | Улі Штіліке      | Звільнений                                 | 8 жовтня 2012     | Магер Канзарі      | 8 жовтня 2012     |
| Аль-Гарафа   | Сілас            | Звільнений                                 | 27 листопада 2012 | Хабіб Садек        | 27 листопада 2012 |
| Аль-Арабі    | Хассан Шехата    | Звільнений                                 | 6 грудня 2012     | Абдельазіз Беннідж | 6 грудня 2012     |
| Аль-Гарафа   | Хабіб Садек      | Закінчилося тимчасове виконання обов'язків | 20 грудня 2012    | Ален Перрен        | 20 грудня 2012    |
| Ас-Сайлія    | Магер Канзарі    | Перепідписаний                             | 31 січня 2013     | Абдуллах Мубарак   | 31 січня 2013     |
| Аль-Гарафа   | Ален Перрен      | Перепідписаний                             | 21 лютого 2013    | Хабіб Садек        | 21 лютого 2013    |
| Умм-Салаль   | Бертран Маршан   | ?                                          | ?                 | Ален Перрен        | ?                 |

## Розширення ліги
Наприкінці сезону було оголошено, що сезон 2013–2014 буде включати 14 команд. Рішення збільшити кількість команд означає, що «Ас-Сайлія», яка посіла останню сходинку ліги, уникне пониження. Тим часом «Муайтер», який програв «Аль-Арабі» в плей-оф, приєднається як 14-та команда.
Другий дивізіон і молодіжна ліга об'єднаються, щоб посилити другий за силою дивізіон.

## Таблиця
| Поз | Команда       | І  | В  | Н | П  | ГЗ | ГП | РГ  | О  | Кваліфікація або пониження            |
| --- | ------------- | -- | -- | - | -- | -- | -- | --- | -- | ------------------------------------- |
| 1   | Ас-Садд (C)   | 22 | 16 | 3 | 3  | 47 | 23 | +24 | 51 | Груповий етап ліги чемпіонів АФК 2014 |
| 2   | Лехвія        | 22 | 14 | 4 | 4  | 42 | 22 | +20 | 46 | Кваліфікація ліги чемпіонів АФК 2014  |
| 3   | Аль-Джаїш     | 22 | 13 | 1 | 8  | 25 | 23 | +2  | 40 | Кваліфікація ліги чемпіонів АФК 2014  |
| 4   | Ер-Раян       | 22 | 11 | 4 | 7  | 49 | 37 | +12 | 37 | Груповий етап ліги чемпіонів АФК 2014 |
| 5   | Умм-Салаль    | 22 | 9  | 4 | 9  | 30 | 37 | −7  | 31 |                                       |
| 6   | Аль-Гарафа    | 22 | 8  | 6 | 8  | 26 | 28 | −2  | 30 |                                       |
| 7   | Аль-Хор       | 22 | 7  | 8 | 7  | 26 | 24 | +2  | 29 |                                       |
| 8   | Катар СК      | 22 | 7  | 5 | 10 | 31 | 34 | −3  | 26 |                                       |
| 9   | Аль-Вакра     | 22 | 7  | 5 | 10 | 27 | 31 | −4  | 26 |                                       |
| 10  | Аль-Харітіят  | 22 | 4  | 8 | 10 | 21 | 27 | −6  | 20 |                                       |
| 11  | Аль-Арабі     | 22 | 3  | 8 | 11 | 25 | 40 | −15 | 17 | Матч на виліт                         |
| 12  | Ас-Сайлія (R) | 22 | 3  | 4 | 15 | 29 | 52 | −23 | 13 | Виліт                                 |

### Матч на виліт
| 18 квітня 2013 18:45 (UTC+03:00) |

| Аль-Арабі                     | 2–1               | Аль-Муайдар        |
| ----------------------------- | ----------------- | ------------------ |
| Шпиранович 23' Аль-Ораїмі 82' | Протокол Підсумок | Лайтула 44' (пен.) |

| Сухаїм бін Хамад, Доха |

## Результати матчів
| Команда      | АРА | ГАР | ХАР | ХОР | РАЙ | САД | САЙ | ВАК | ДЖА | ЛЕХ | КСК | УММ |
| ------------ | --- | --- | --- | --- | --- | --- | --- | --- | --- | --- | --- | --- |
| Аль-Арабі    |     | 1–1 | 1–1 | 1–1 |     | 4–2 | 3–0 | 2–1 | 0–1 | 1–3 | 0–2 | 0–1 |
| Аль-Гарафа   | 1–1 |     | 3–1 | 2–1 | 2–1 | 0–1 | 3–0 | 3–1 | 2–0 | 1–1 |     | 1–1 |
| Аль-Харітіят | 4–0 | 0–0 |     | 0–0 | 1–2 | 0–0 |     | 1–1 | 1–2 | 0–1 | 0–2 | 1–1 |
| Аль-Хор      | 1–0 | 2–0 | 1–0 |     | 0–0 | 1–1 | 1–1 |     | 2–0 | 1–2 | 2–2 |     |
| Ер-Раян      | 0–0 | 5–1 | 2–2 | 1–3 |     | 1–4 | 1–4 | 0–2 |     | 3–1 | 2–1 | 3–1 |
| Ас-Садд      | 2–1 | 1–0 |     | 2–1 | 1–4 |     | 3–0 | 2–1 | 3–1 |     | 2–1 | 2–0 |
| Ас-Сайлія    | 2–2 |     | 2–3 | 1–1 | 3–7 | 1–4 |     | 0–3 | 1–2 | 1–2 | 1–3 | 2–3 |
| Аль-Вакра    |     | 2–0 | 1–0 | 0–1 | 1–3 | 1–3 | 3–2 |     | 0–1 | 0–4 | 0–0 | 2–0 |
| Аль-Джаїш    | 3–0 | 2–0 | 0–2 | 3–2 | 1–0 | 1–0 | 2–0 | 1–1 |     | 1–2 |     | 0–2 |
| Лехвія       | 4–1 | 1–0 | 0–1 | 1–1 | 3–0 | 0–3 | 2–0 | 2–2 | 0–1 |     | 2–0 |     |
| Катар СК     | 1–1 | 0–1 | 2–1 | 4–2 | 1–3 | 2–5 | 1–1 | 1–1 | 0–1 | 1–2 |     | 3–2 |
| Умм-Салаль   | 3–1 | 2–2 | 1–1 | 2–1 | 0–5 | 0–1 | 2–1 | 3–2 | 0–1 | 1–3 | 3–1 |     |

## Найкращі бомбардири
| Місце | Гравець         | Клуб       | Голи |
| ----- | --------------- | ---------- | ---- |
| 1     | Себастьян Сорія | Лехвія     | 19   |
| 2     | Нілмар          | Ер-Раян    | 14   |
| 3     | Мумуні Дагано   | Ас-Сайлія  | 13   |
| 4     | Юніс Махмуд     | Ас-Садд    | 10   |
| 4     | Жуліо Сезар     | Аль-Хор    | 10   |
| 4     | Халфан Ібрагім  | Ас-Садд    | 10   |
| 4     | Родріго Табата  | Ер-Раян    | 10   |
| 5     | Дієго Тарделлі  | Аль-Гарафа | 9    |
| 5     | Мохаммед Разак  | Катар СК   | 9    |
| 5     | Рауль Гонсалес  | Ас-Садд    | 9    |